# Össeby-Garns landskommun
Össeby-Garns landskommun var en tidigare kommun i Stockholms län.

## Administrativ historik
Landskommunen inrättades i Össeby-Garns socken i Vallentuna härad i Uppland när 1862 års kommunalförordningar trädde i kraft. Socknen som sådan hade tillkommit 1838.
Össeby-Garn var egen kommun fram till kommunreformen 1952, då den gick upp i Össeby landskommun, och ingår sedan 1971 i Vallentuna kommun.

## Politik

### Mandatfördelning i valen 1938-1946
| 2 | 6 | 7 |

| 15 |

| 1 | 7 | 7 |

| 14 |

| 7 | 8 |

| 14 |